# Appropriation (Marx)
Pour les articles homonymes, voir appropriation.
Ne doit pas être confondu avec Accumulation primitive du capital.
L'appropriation, ou réappropriation (Aneignung, Wiederaneignung), est un concept marxiste qui désigne la sortie de l'état d'aliénation. D'après les Manuscrits de 1844, l'aliénation résulte de la déconnexion entre l'activité humaine et ses conditions objectives (produit du travail, finalité, conditions de travail), conduisant à une dépossession de soi : Marx propose alors un projet de réappropriation de soi-même, de sa propre force de travail et des conditions nécessaires à l'épanouissement de soi, définissant ainsi le communisme comme le dépassement de toutes les formes d'aliénation. Dans Le Capital, la dynamique historique de la production capitaliste est présentée comme un mouvement d'expropriation croissante des prolétaires par les capitalistes, suggérant que la réappropriation collective des moyens de production et d'échange nécessite l'expropriation des expropriateurs. Cette idée d'appropriation englobe non seulement la redistribution des richesses mais également la réappropriation collective des institutions de coordination de la production, et plus globalement de tous les aspects de la vie collective.